# Хетиур (Муреш)
Хетиур (рум. Hetiur) насеље је у Румунији у округу Муреш у општини Сигишоара. Oпштина се налази на надморској висини од 405 m.

## Становништво
Према подацима из 2002. године у насељу је живело 914 становника.

### Попис2002.
| Расподела становништва по националности 2002.‍ | Расподела становништва по националности 2002.‍ | Расподела становништва по националности 2002.‍ | Расподела становништва по националности 2002.‍ | Расподела становништва по националности 2002.‍ |
| --------------------------------------------- | --------------------------------------------- | --------------------------------------------- | --------------------------------------------- | --------------------------------------------- |
|                                               |                                               |                                               |                                               |                                               |
| Румуни                                        | Румуни                                        |                                               | 733                                           | 80,2%                                         |
| Мађари                                        | Мађари                                        |                                               | 64                                            | 7,0%                                          |
| Роми                                          | Роми                                          |                                               | 95                                            | 10,4%                                         |
| Немци                                         | Немци                                         |                                               | 22                                            | 2,4%                                          |